# Karmamudrā

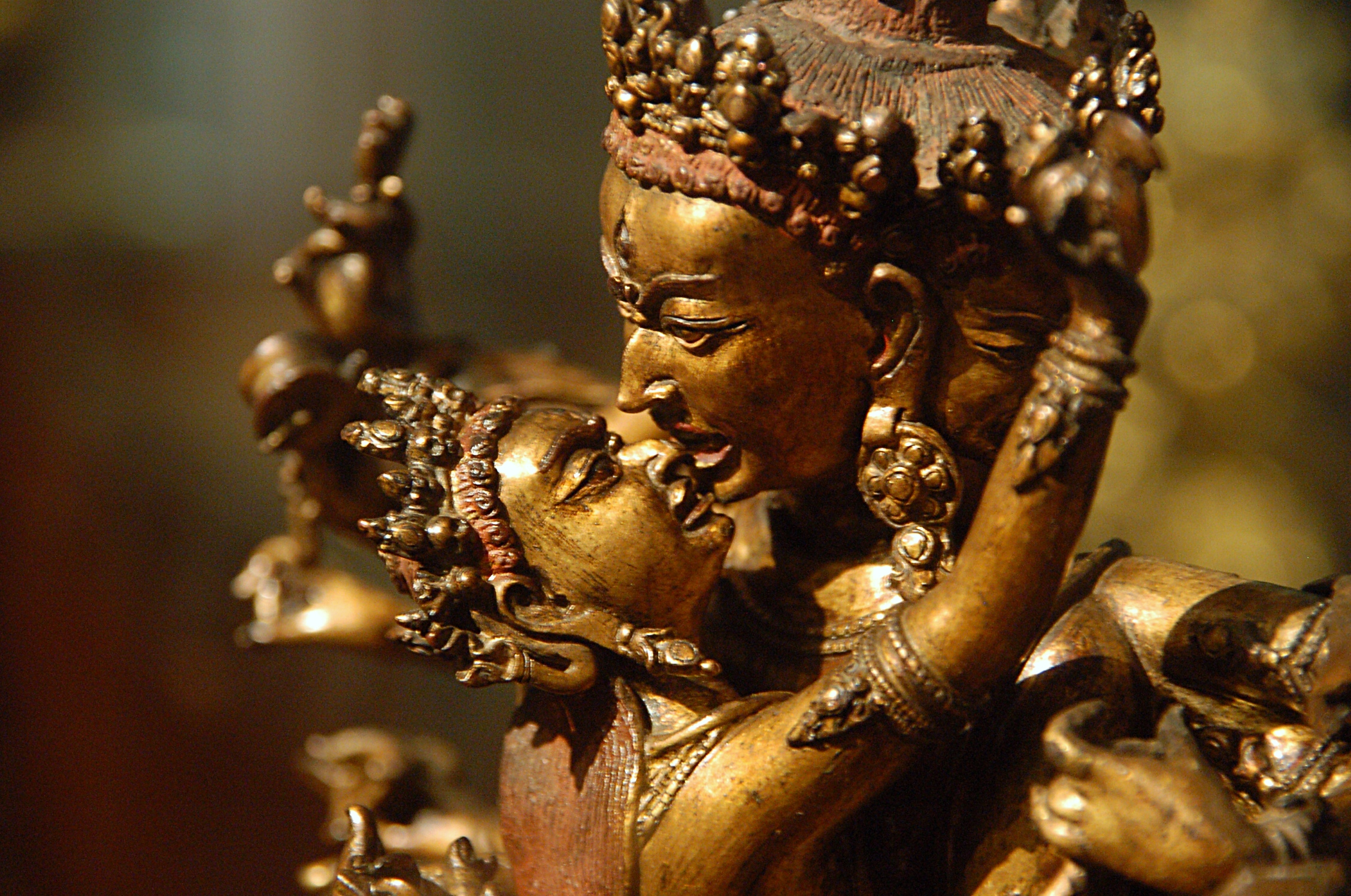
Tượng về phép tu song thân pháp

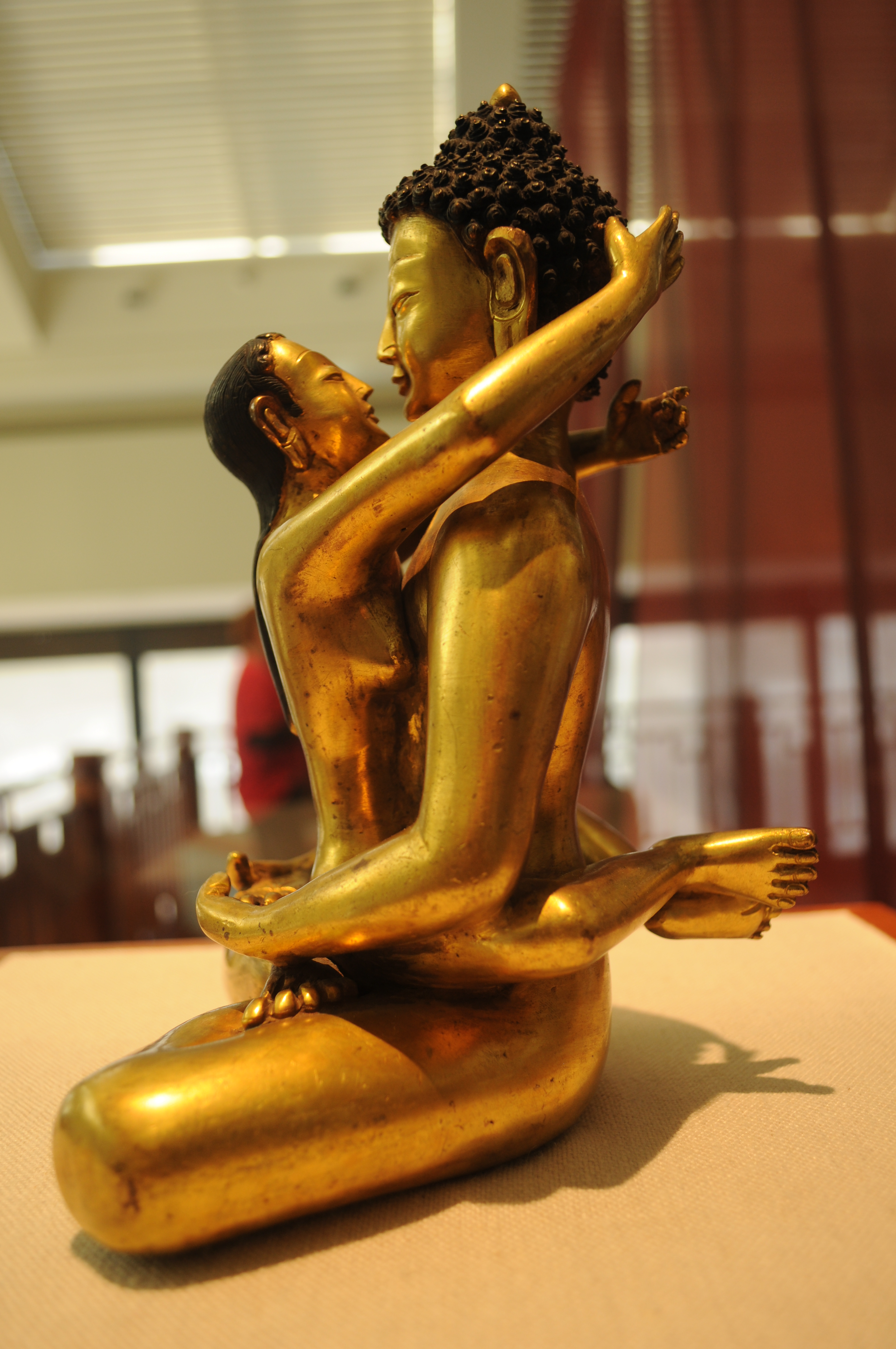
Tượng mô tả phép tu song thân

Song thân pháp (tiếng Phạn: Karmamudrā) hay phép tu song thân (tiếng Tây Tạng: Las-kyi phyag-rgya/ལས་ཀྱི་ཕྱག་རྒྱ) là một kỹ thuật tu luyện bộ môn Kim Cương thừa được các nhà tu hành Phật giáo Tây Tạng sử dụng kết hợp giữa âm và dương trong nghi thức giao hợp với một người bạn đời hiện hữu (thể thực) hoặc được hình dung tưởng tượng ra (thể hư), cũng như thực hành sinh nhiệt bên trong (tummo) để đạt được trạng thái phi nhị nguyên của hạnh phúc và sự hiểu biết sâu sắc về cái trống rỗng gọi là quán đảnh tính không để đạt trạng thái Samadi. Trong Phật giáo Tây Tạng, sự thành thạo trong thủ thuật Yoga nhiệt bên trong cơ thể thường được coi là điều kiện tiên quyết để thực hành Song thân pháp (Karmamudrā). Phép song tu cũng đặc biệt ám chỉ đến Yogini nữ khi thực hành kiểu Yoga khỏa thân (Du già tịnh hóa) như vậy. Khi đối tác là một người được hình dung (tức là được tưởng tượng ra một Yogi duy nhất trong thực hành Tantra Tây Tạng), thì được gọi là Jñanamudra ("thủ ấn trí tuệ"). Đây có phải là một hình thức tu tập giác ngộ hay chỉ là trò lừa bịp của các Lạt ma Tây Tạng để thõa mãn dục vọng của mình hay là những bí thuật, lễ nghi quái gở, lôi kéo phật tử mê tín miên man đắm chìm trong cõi trời dục giới.

## Đại cương
Thực hành Yoga nhục dục ám chỉ một loạt các hoạt động trong Tantra và hệ phái Kim Cang thừa (Vajrayana) sử dụng hoạt động tình dục trong bối cảnh nghi lễ. Tình dục Tantra có liên quan đến các yếu tố như việc sử dụng rượu và việc dâng các vật chất như thịt (nhục) cho các vị thần. Hơn nữa, chất dịch tình dục có thể được coi là chất có sức mạnh và được sử dụng cho mục đích nghi lễ, được phụt ra bên ngoài hoặc xuất vào bên trong. Trong hệ phái Tantra thì Maithuna là quan trọng nhất trong Panchamakara (năm dẫn chất tantra) và tạo nên phần chính của Nghi lễ lớn của Tantra được biết đến với nhiều tên gọi khác nhau như Panchamakara, Panchatattva và Tattva Chakra. Trong Phật giáo Tây Tạng, thì Song thân pháp thường là một phần quan trọng của  đoạn hoàn thiện của thực hành mật tông Tây Tạng. Như nhà nghiên cứu Ấn Độ học người Anh là Geoffrey Samuel đã lưu ý rằng trong khi tài liệu song thân pháp nói về việc theo đuổi khoái cảm tình dục (kāmā), các hoạt động yoga nhục dục thường hướng đến mục tiêu tìm kiếm sự giải thoát (Moksha).
Tantra sử dụng phương tiện khéo léo để chuyển hóa những gì có thể trói buộc một người thực hành vào Samsara thành một thực hành giải phóng về mặt tâm linh. Nhà nghiên cứu Judith Simmer-Brown giải thích cách Karmamudra có thể được sử dụng để khám phá bản chất của đam mê. Theo truyền thống, có ba cách để nhận ra bản chất của đam mê trong truyền thống Yoga Tantra. Đầu tiên, trong thực hành giai đoạn phát sinh, giai đoạn sáng tạo, người ta có thể hình dung các Yidam (Minh phi) như Yab-Yum trong sự kết hợp thân xác nhục dục. Thứ hai, người ta có thể thực hành Tummo (caṇḍalī) hoặc sự sinh nhiệt dục bên trong thông qua các thực hành cơ thể vi tế của hơi thở quan trọng di chuyển vào phương vị trung tâm. Thứ ba, người ta có thể thực hành cái gọi là Yoga nhục dục (Karmamudra, hay Lekyi chagya) với một người phối ngẫu. Nhận ra bản chất thực sự của đam mê trong tất cả các hình thức này sẽ chuyển hóa đam mê thông thường thành nền tảng cho những trải nghiệm đại lạc (mahasukha), điều này giúp đẩy nhanh đáng kể việc loại bỏ những che khuất về mặt cảm xúc và tinh thần trong quá trình thực hành của một người.

## Tham khảo

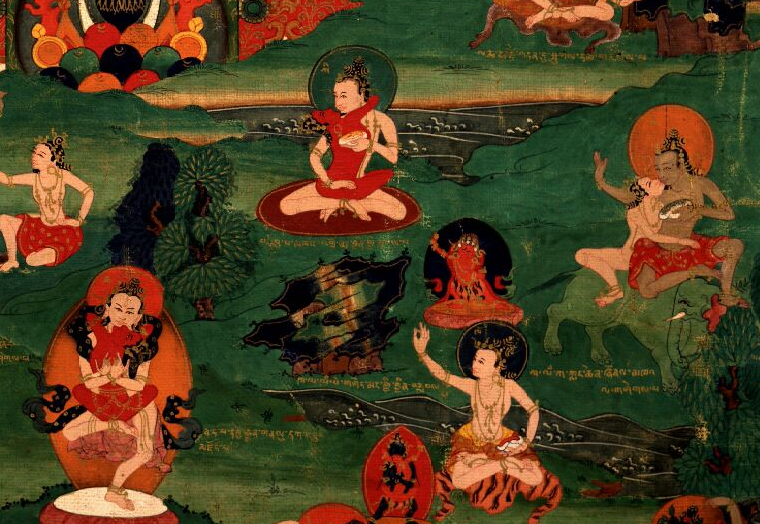
Tranh vẽ mô tả phương pháp tu tập song thân